# 中華民國駐巴西大使列表
本列表為中華民國駐巴西歷任大使與代表名錄。兩國已無正式外交關係。

## 無邦交時期

### 代表機構
1974年8月15日，巴西與中華民國斷交。1975年7月14日，中華民國在巴西第1大城聖保羅設立具大使館功能的駐巴西遠東貿易中心。1980年2月15日，更名為駐巴西臺北商務中心，6月，在第2大城里约热内卢增設分中心。1992年1月10日，在首都巴西利亚設立駐巴西臺北經濟文化辦事處（Escritório Econômico e Cultural de Taipei no Brasil），原駐聖保羅、里約熱內盧的商務中心、分中心亦同時更名為臺北經濟文化辦事處。

### 歷任代表（1975年至今）
| 姓名   | 任命           | 到任                  | 免職           | 離任          | 外交銜級 對外名義 | 外交職務 本職職務 | 備註     | 備註 |
| ------ | -------------- | --------------------- | -------------- | ------------- | ----------------- | ----------------- | -------- | ---- |
| 蘇秉照 | 1975年7月14日  | 1975年4月16日         | 1983年12月15日 | 1984年2月17日 | 主任              | 主任              |          |      |
| 顏秉璠 | 1983年12月15日 | 1984年2月18日         | 1994年3月8日   | 1994年4月7日  | 代表              | 代表              |          |      |
| 詹憲卿 | 1994年3月8日   | 1994年5月6日          | 1995年2月21日  | 1995年4月14日 | 代表              | 代表              |          |      |
| 顧富章 | 1995年8月21日  | 1995年11月23日        |                | 1998年2月     | 代表              | 代表              |          |      |
| 侯平福 |                | 1998年2月23日宣誓就職 | 2001年7月3日   | 2001年7月12日 | 代表              | 代表              |          |      |
| 周國瑞 |                | 2001年8月20日         | 2004年11月30日 | 2005年2月16日 | 代表              | 代表              |          |      |
| 周叔夜 | 2004年11月30日 | 2005年2月16日         | 2008年8月6日   | 2008年9月30日 | 代表              | 代表              |          |      |
| 徐光普 | 2008年8月6日   | 2008年9月30日         |                | 2014年12月    | 代表              | 代表 特命全權大使 | [ 註 2 ] |      |
| 蔡孟宏 | 2015年2月9日   | 2015年1月2日          |                | 2018年7月     | 代表              | 特命全權大使      |          |      |
| 何建功 | 2018年12月19日 | 2018年7月16日         |                | 2020年6月     | 代表              | 特命全權大使      |          |      |
| 張崇哲 |                | 2020年7月13日         | 2022年6月      | 2022年6月     | 代表              | 特命全權大使      |          |      |
| 溫曜禎 | 2022年6月      | 2022年6月30日         |                | 2023年11月    | 代表              | 特命全權大使      |          |      |
| 廖志賢 |                | 2023年11月24日        |                | 現任          | 代表              | 特命全權大使      |          |      |

## 外部連結
- 駐巴西臺北經濟文化辦事處（Facebook、Twitter、Instagram）